# Tristessa (singolo)
Tristessa è un singolo del gruppo alternative rock statunitense The Smashing Pumpkins, pubblicato nel 1990. 

## Il brano
Il titolo è un riferimento al romanzo omonimo di Jack Kerouac.
Si tratta dell'unica pubblicazione del gruppo avvenuta per l'etichetta Sub Pop. Il brano è stato poi registrato nuovamente per essere inserito nell'album di debutto della band, ossia Gish.

## Tracce
1. Tristessa – 3:40
2. La Dolly Vita – 4:15